# 澎湖海戦
澎湖海戦（ほうこかいせん）は、台湾に拠点を置く鄭氏政権と中国本土の満洲民族率いる清の間で、1683年に行われた海戦である。清の将軍施琅は、澎湖の鄭氏軍を攻撃する艦船を率いた。両軍はそれぞれ200隻以上の軍艦を所有していた。鄭氏側の将軍劉国軒は、3倍数で勝る施琅より数で劣っていた。自身の旗艦が攻撃手段を失い台湾に逃げると、劉は降伏した。澎湖の敗戦は、鄭氏政権の最後の王鄭克塽が清の皇帝に降伏して決まった。

## 前史
1683年までに清の康熙帝は、鄭氏との交渉を全て停止していた。鄭氏を侵攻する兵士約1万人と軍艦600隻と共に施琅将軍を送った。施琅は大きな台風が襲来する前に澎湖を攻撃しようとしたが、劉国軒により撃退された。台風が過ぎると、施琅は軍を再建し、再度攻撃する準備を進めた。康熙帝22年の5月23日（1683年6月17日）、康熙帝は施琅にできるだけ早く攻撃するよう命じたので、澎湖海戦は6月（太陽暦の7月）に勃発した。

## 戦闘
施琅は自軍を数個の小艦隊に分けた。殆どは劉と澎湖防衛艦の攻撃に向けられたが、小分遣隊が戦闘の周辺に派遣され劉の基地がある島に直接上陸する為に送られた。劉はこのことの準備をしており、清の侵攻を止める軍の前面に、弓部隊と大砲を配置した。
戦闘の数日前に施琅はオランダから大砲を購入しており、その為に艦船の武装は向上していた。戦闘で清軍は劉軍に突入し、劉軍の戦闘隊形を崩した。防衛軍は依然勇敢に戦った。清軍の方が大きく武器が勝っていて武器が多く、1時間で鄭氏側の艦船の殆どが海の底に沈んだ。しかし残りの艦船は、戦闘を続けた。
終わりに鄭氏側の艦船の矢弾は尽きたが、白兵戦は依然として続いた。旗艦と劉司令官の矢弾が尽きると、残りの艦船は降伏し、一部は3昼夜に亘って燃えた。多くの将軍や兵士が降伏を拒否したが、逆に嘗ての明に対する忠誠を示すものとして入水する道を選んだ。

### 陸戦
海戦が激しく続くなか、清の約6万の兵士は、大砲の援護を受けて上陸しようと殺到した。防衛隊は清軍の上陸を止めようと大砲と弓を用いたが、単純に清軍の数は多過ぎた。清軍は、数人の優秀な将軍に率いられ、劉の防衛線を突破し陣地を攻撃した。勝利した清軍は、劉の陣地を焼き払い、最も高い位置にあった旗竿に清の旗を掲げた。

## 余波
降伏すると、劉は自殺を図ったが、施琅に止められた。二人は戦闘について簡単に話し合い、劉は釈放された。劉軍の崩壊と共に澎湖は降伏し、鄭氏側の兵士は、大量脱走をした。今や抵抗のしようがないことが、台湾の宮廷には明らかとなった。数日後、鄭克塽と廷臣は正式に清の皇帝に降伏し、ここに鄭氏政権は終焉した。
座標: 北緯23度23分24秒 東経119度31分48秒 / 北緯23.3900度 東経119.5300度